# Nagość

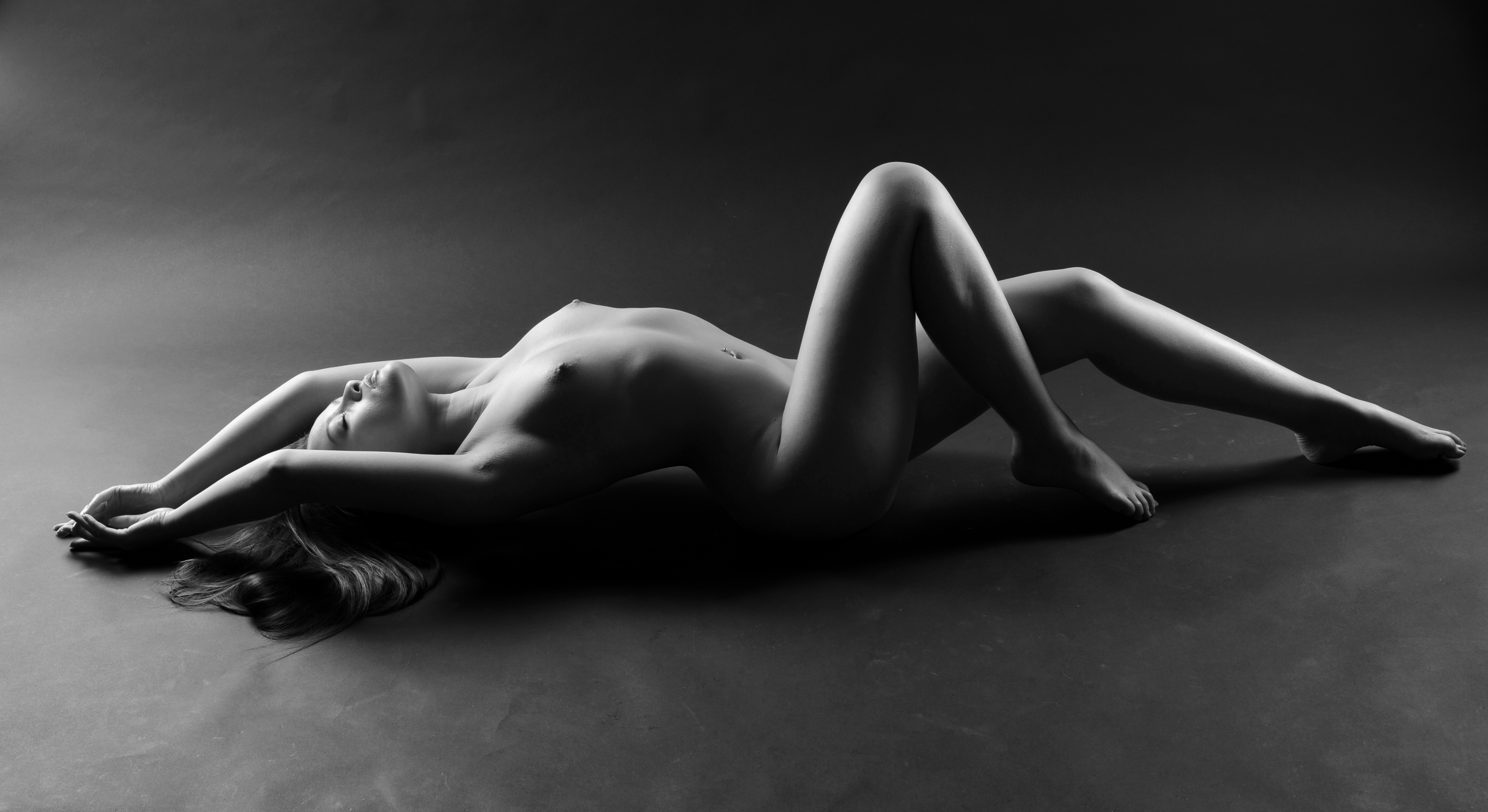
Leżąca naga kobieta

Nagość (etymologia: od nagi, z psł. *nagъ), negliż (galicyzm – zapożyczenie z fr. négligé) – stan człowieka pozbawionego odzieży. Dawniej w staropolszczyźnie nagość określano terminem nagota.

## Rodzaje
Ze względu na stopień odsłonięcia ciała:
- Nagość całkowita – zupełne pozbawienie odzieży; o nagości całkowitej jest mowa także w przypadku, kiedy na ciele osoby znajdują się tatuaże, piercing bądź body painting, a także nakrycia głowy[5].
- Nagość częściowa – pozbawienie odzieży mającej okrywać genitalia, pośladki lub żeński biust[5].

Ze względu na kontekst:
- Nagość naturalna – ma miejsce np. w trakcie porodu lub zmiany odzieży[5].
- Nagość dobrowolna – ma miejsce w sytuacji świadomego pozbawienia się ubioru np. podczas kąpieli w wannie, pobytu w saunie[6] lub wypoczynku o charakterze naturystycznym[5].
- Nagość przymusowa – może wynikać z działań bezprawnych (np. odarcie z odzieży w celu ośmieszenia lub dokonania gwałtu na osobie pokrzywdzonej)[5] lub ze stanu wyższej konieczności (np. pozbawienie ubrania w celu prawidłowego wykonania czynności medycznych).
- Nagość legalna – ma miejsce w przypadku sprawowania ustawowej opieki nad dorosłym lub małoletnim (np. kąpiel dziecka lub czynności pielęgnacyjne osób starszych)[5].

Formy te mogą współistnieć – na przykład rozebranie się do snu jest wyrazem zarówno nagości naturalnej, jak i dobrowolnej.

## Historia
Niewiele wiadomo o tym, kiedy człowiek zaczął zasłaniać nagość swojego ciała. Najstarsze znajdowane figurki kobiet, tzw. paleolityczne „wenus”, które zaczęto wytwarzać około 35 tysięcy lat temu, są nagie, ale ich znaczenie było raczej magiczne, nie musiały więc odzwierciedlać życia codziennego. Bardzo pouczające są w tym zakresie najnowsze porównawcze badania genetyczne nad pasożytami człowieka, które wskazują na to, że wesz odzieżowa – a więc i odzież – pojawiła się w przybliżeniu jakieś 72-42 tysiące lat temu. Mowa tu o pełnej odzieży ze skór, w których mogły zagnieździć się wspomniane pasożyty. Jednak można przypuszczać, że skromniejsze formy ubioru, np. przepaski biodrowe czy spódniczki z liści, pojawiły się już wcześniej.

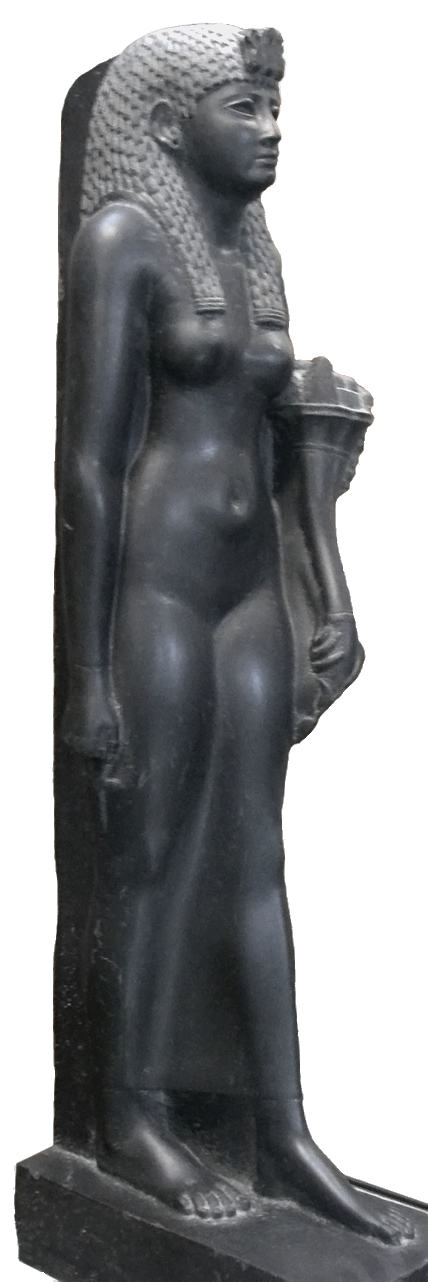
Bazaltowy posąg Kleopatry VII, czasy Ptolemeuszy
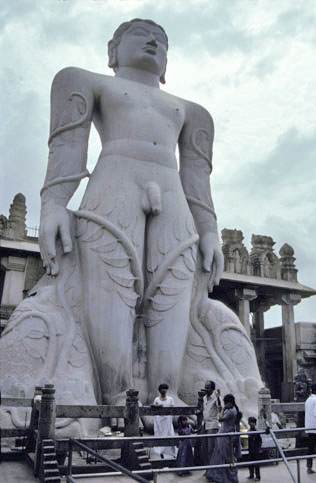
Posąg Gomateśwary – dżinijskiego świętego

### Starożytność
Jak zwrócił uwagę popularyzator nauki Jerzy A. Kowalski, po raz pierwszy w dziejach napotykamy na bezpośrednio wyrażony problem nagości ludzkiego ciała i wstydu seksualnego w słynnej biblijnej opowieści o Adamie i Ewie. Autor zastanawia się, dlaczego akurat tutaj i wtedy? Historia ta jest zaczerpnięta ze starszej mitologii sumeryjskiej, ale w pamięci zbiorowej plemion izraelickich problem zasłonięcia ciała musiał być najwidoczniej na tyle żywy i ważny, że poświęcono mu znamienite miejsce na samym wstępie świętej księgi. Ubiór w warunkach ciepłego klimatu spełnia raczej funkcję maskującą, a zatem całkiem inną aniżeli ubiór chroniący ludzi przed zimnem w chłodniejszym klimacie. Kluczowa z tego punktu widzenia jest kwestia średnich temperatur powietrza, a te ulegają nagłym zmianom w strefie przejściowej pomiędzy strefami tropikalną i umiarkowaną. Na Starożytnym Wschodzie jest to szerokość geograficzna Palestyny i Mezopotamii. Jeśli zatem w dziejach wędrówek człowieka musiały gdzieś pojawiać się te momenty, w którym zaczęliśmy używać ubioru ochronnego, to jeden z nich musiał się zdarzyć gdzieś w tej strefie geograficznej. A jeśli ponadto oczekiwalibyśmy utrwalenia się tej szczególnej chwili w dziejach myśli, to musiała się ona zbiec z takim poziomem zaawansowania kultury, by mogło stać się to przedmiotem poważnej refleksji i by zostało utrwalone w piśmiennictwie. Jak się zdaje, wszystkie te zbiegi okoliczności wystąpiły jednocześnie w kulturze sumeryjskiej, a następnie żywym echem odbiły się jeszcze w kulturze judaistycznej.
Różne kultury starożytne zezwalały na stopień nagości znacznie przekraczający obecnie przyjęte normy. W starożytnym Egipcie nagość była traktowana jako naturalny sposób przedstawienia ludzkiego ciała. W sztuce nie stanowiła ona tematu tabu i miała charakter zarówno estetyczny, jak i symboliczny. W starożytnej Grecji normą były ćwiczenia sportowe zupełnie nago. W Indiach chodzenie topless przez kobiety było czymś ogólnie przyjętym. W starożytnych Indiach nagość była symbolem boskości, zaś odzienie – świata materialnego. Boginie przedstawiano z odsłoniętymi piersiami.

### Średniowiecze
Wraz z ekspansją islamu i chrześcijaństwa w średniowieczu, obyczajowość tych religii, nacechowana awersją do nagości i seksualności, stała się normą na wielkich obszarach Starego Świata (por. adamici).

### Renesans
Czasy renesansu przyniosły z jednej strony nawrót do antycznego kultu ciała i w związku z tym pojawienie się na nowo nagości w sztuce kręgu chrześcijańskiego, z drugiej strony zaś dalszą ekspansję zwłaszcza kultury chrześcijańskiej na nowe tereny.

### Czasy nowożytne
Do końca XIX w. większa część świata, zwłaszcza w ciepłej strefie klimatycznej, akceptowała jeszcze nagość, jako coś naturalnego. Dotyczy to prawie całej Ameryki Południowej, Czarnej Afryki, południowo-wschodniej Azji, Oceanii i Australii. Wraz z dotarciem na te tereny misjonarzy, na przełomie XIX i XX wiktoriańska moralność została narzucona w najbardziej odległych zakątkach globu. Młode kobiety zaczęły zakrywać piersi, co przez bardziej tradycyjne starsze było uważane za nieprzyzwoitą cudzoziemską modę.

## Stosunek do nagości w różnych kulturach współczesnych
W zależności od kultury dopuszczalny był różny stopień i sposób odsłonięcia ciała. Ludzka obyczajowość wykazuje w tej dziedzinie niezwykle szerokie spektrum zachowań: od zupełnego zakrycia ciała kobiet burką w niektórych społecznościach kultury islamu, po niemal zupełną nagość (przykrycie jedynie stref genitalnych) wśród Papuasów na Nowej Gwinei.

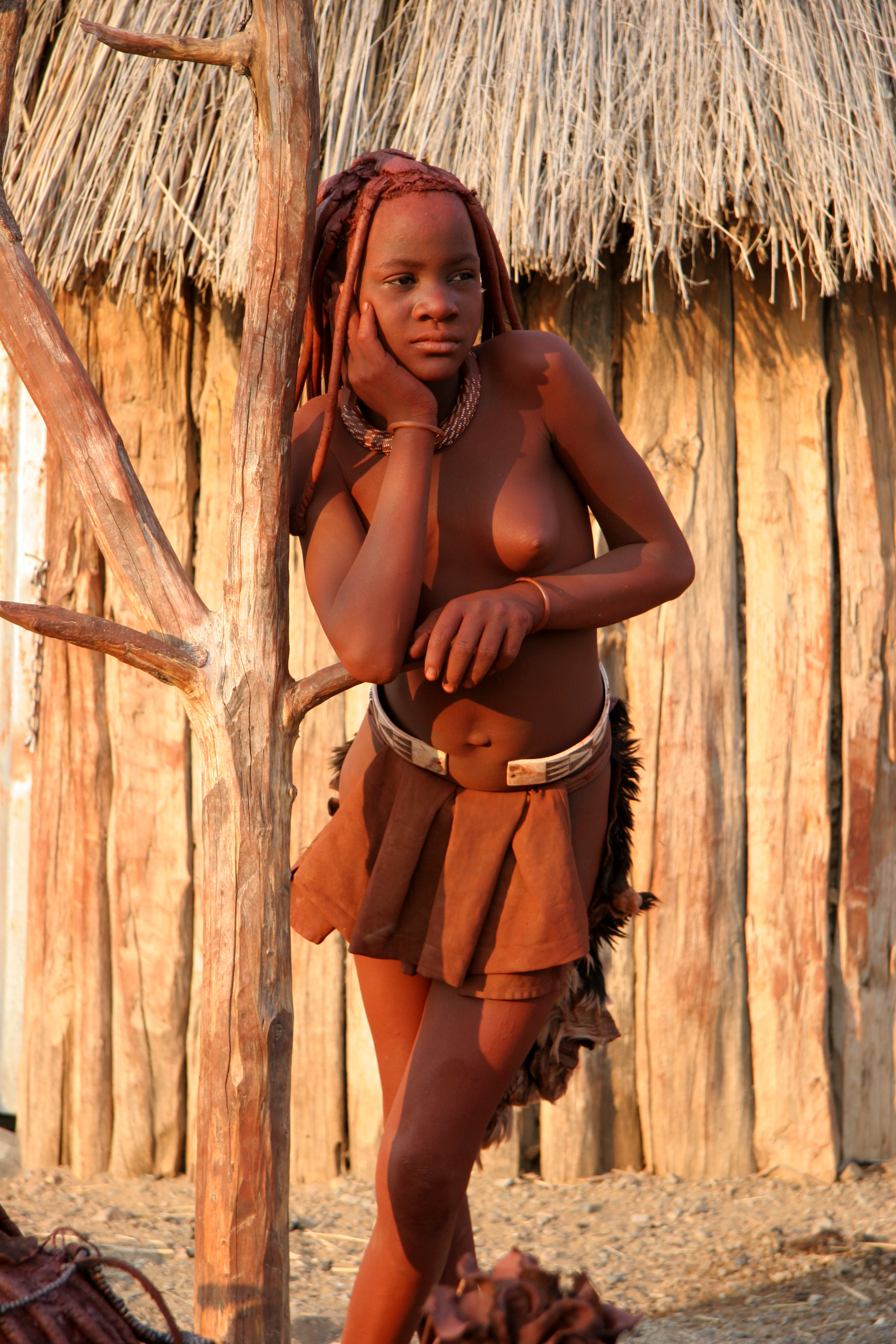
Dziewczyna z Namibii
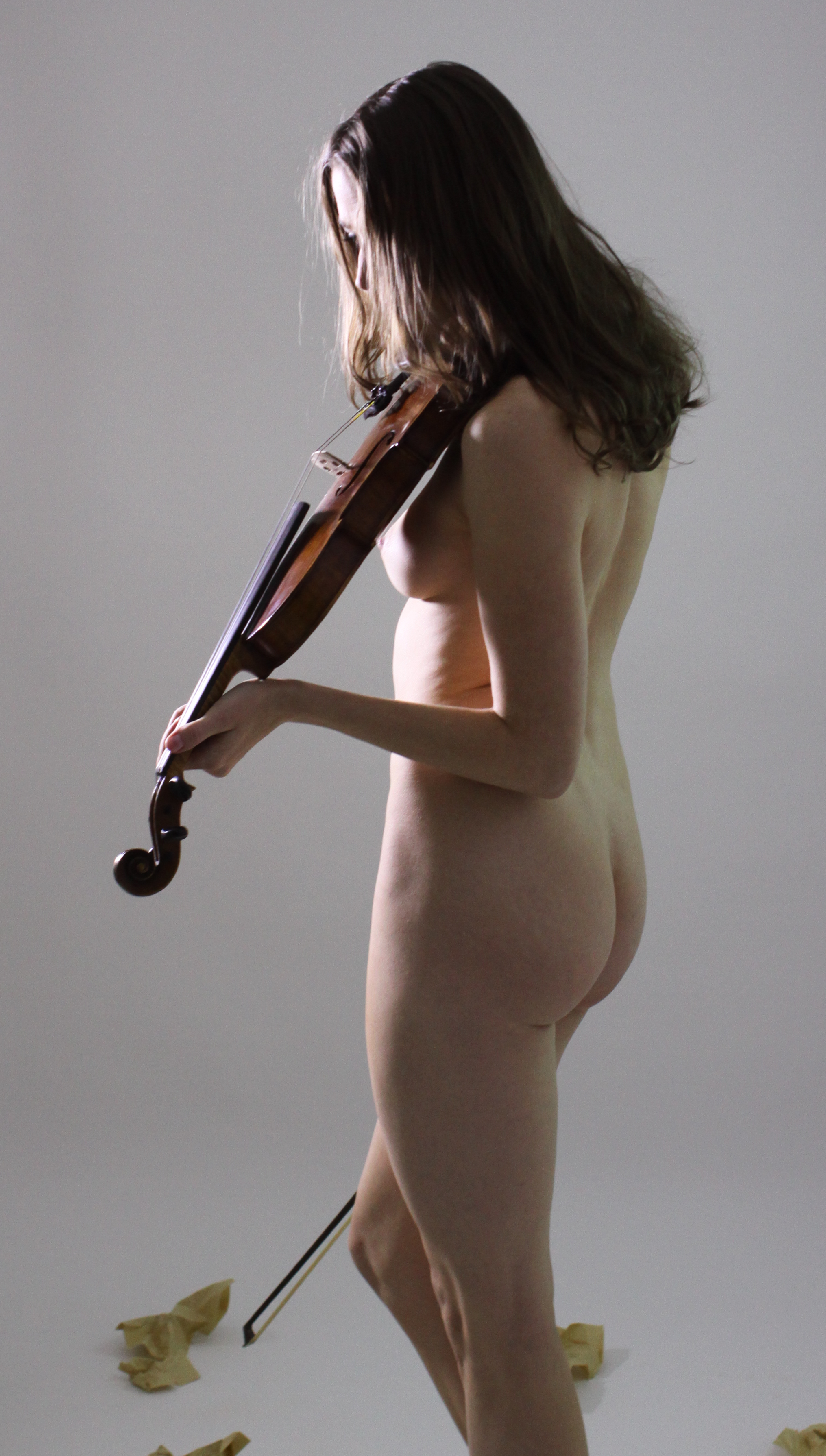
Naga kobieta gra na skrzypcach.
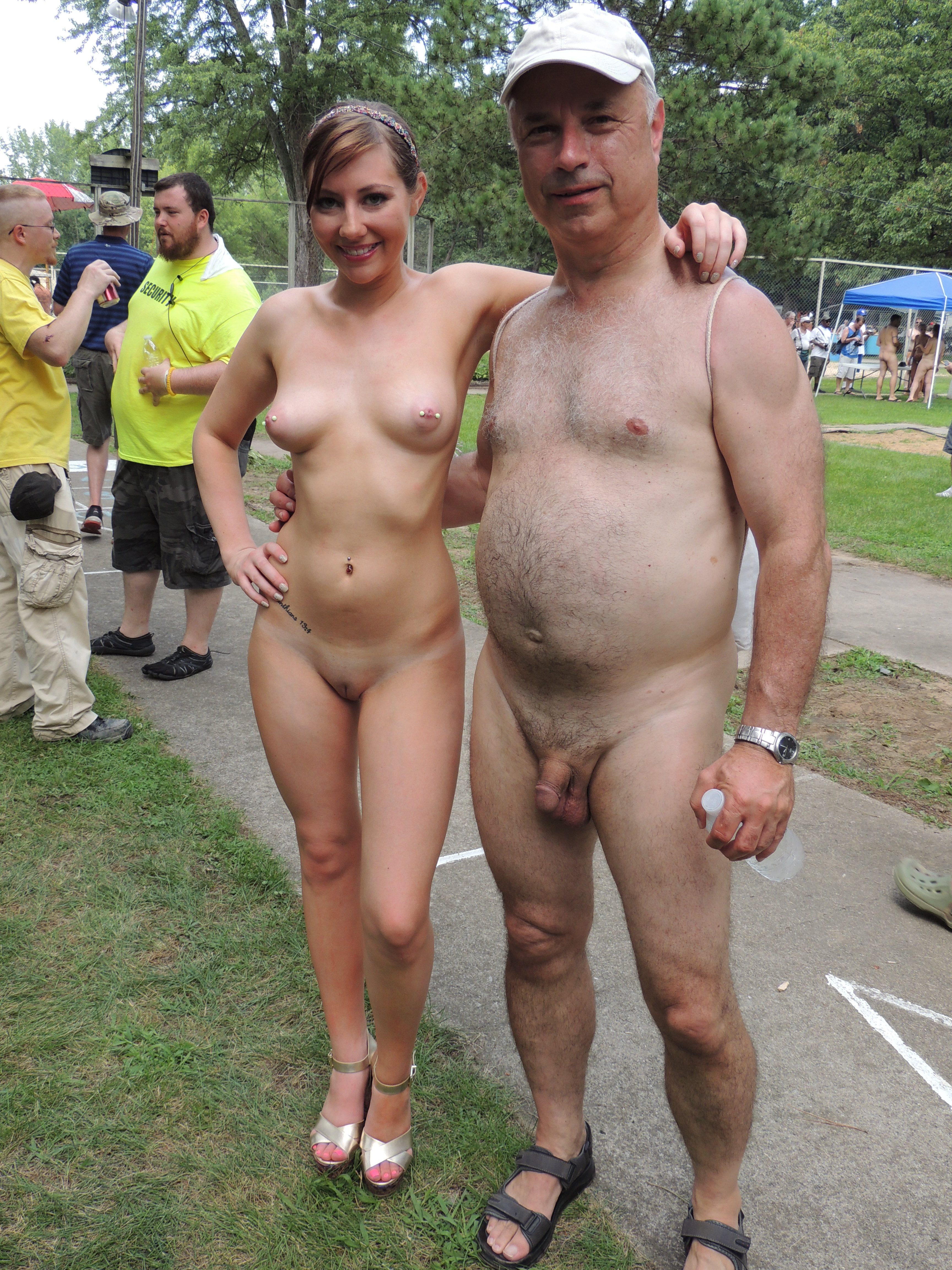
Nadzy uczestnicy festiwalu Nudes-A-Poppin' z 2015 roku (Ponderosa Sun Club, Indiana USA)
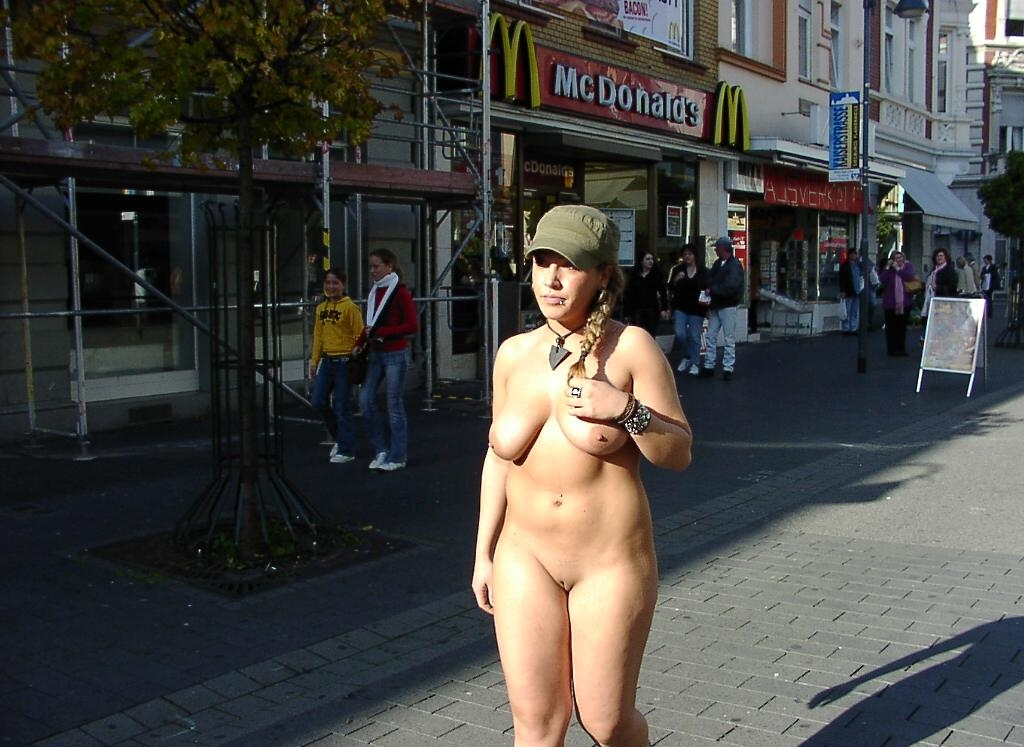
Naga kobieta na ulicy miasta Siegburg (Niemcy)

### Hinduizm
Współczesne społeczeństwo hinduskie po wielu wiekach dominacji muzułmańskiej i brytyjskiej pozostaje dość purytańskie. W kręgach ascetycznych nagość oznacza brak przywiązań do dóbr doczesnych. Również współcześnie do rzadkości nie należy widok zupełnie nagich ascetów dżinijskich na ulicach indyjskich miast.

### Islam
Szariat określa strefę ciała, która powinna pozostać zawsze zakryta w miejscach publicznych terminem aurah / aurat. Dla mężczyzn jest to obszar od pępka do kolan, dla kobiet niemal całe ciało z wyjątkiem twarzy i dłoni. Występują znaczne różnice w zależności od lokalnych zwyczajów i szkoły teologicznej; na niektórych terenach dotyczy to całego ciała, wraz z twarzą. W języku perskim jednym ze znaczeń słowa aurat jest „kobieta”, w urdu jest to jedyne słowo określające kobietę.

### Japonia
Częścią tradycji są koedukacyjne kąpiele nago w gorących źródłach zwanych onsen. Po drugiej wojnie światowej Amerykanie wprowadzili segregację płci w onsenach, lecz istnieją do tej pory również koedukacyjne. Z drugiej strony funkcjonuje cenzura w zakresie przedstawiania nagości w filmach i publikacjach.

### Świat współczesny
Powszechny dostęp do telewizji satelitarnej i internetu spowodował, że nagość przestaje być sprawą tabu. W większości krajów zaniechano stosowania cenzury. Nagość na scenie teatralnej, w latach 70. XX wieku uważana za przejaw awangardy, w XXI wieku już nie oburza nikogo. Gdy w sztuce XIX wieku nagość usprawiedliwiano pod pretekstem mitologii, obecnie nagość stała się tematem moralnie obojętnym. Przykładem tego są akcje amerykańskiego fotografa Spencera Tunicka, któremu tysiące ludzi w krajach Europy, Ameryki i Australii pozują nago do zbiorowych fotografii. Naturystyczne plaże nie budzą już sensacji. Jednocześnie w krajach muzułmańskich narasta rygoryzm obyczajowy, szczególnie w dziedzinie stroju kobiet.
W USA do lat 70. XX w. jako norma było przyjmowane korzystanie z basenu przez mężczyzn i chłopców całkowicie nago. Nawet na zawodach pływackich z publicznością zawodnicy startowali nago. Zmieniło się to od końca lat 70. tak, że obecnie korzystanie nago z basenu może być powodem nawet postawienia przed sądem.